# Soichiro Kozuki
Soichiro Kozuki (上月 壮一郎 Kozuki Soichiro?, Kioto, 22 de diciembre de 2000) es un futbolista japonés que juega como delantero en el TSV 1860 Múnich de la 3. Liga.

## Trayectoria

### Clubes
| Club                   | País     | Año       |
| ---------------------- | -------- | --------- |
| Kyoto Sanga F. C.      | Japón    | 2018-2021 |
| 1. F. C. Düren         | Alemania | 2022      |
| F. C. Schalke 04 II    | Alemania | 2022      |
| F. C. Schalke 04       | Alemania | 2023-2024 |
| Górnik Zabrze (cedido) | Polonia  | 2024      |
| TSV 1860 Múnich        | Alemania | 2024-     |